# Schweres Panzerjäger-Regiment 656
Het Duitse Schweres Panzerjäger-Regiment 656 was een Duitse Tankjager-regiment van de Wehrmacht tijdens de Tweede Wereldoorlog. Deze eenheid was uniek, want het was het enige schweres Panzerjäger-Regiment dat opgericht werd. Het regiment werd opgericht om het bevel te voeren over 90 nieuwe Ferdinand tankjagers voor de Slag om Koersk. Na deze slag bleef het regiment in actie in de zuidsector van het Oostfront tot eind 1943.

## Krijgsgeschiedenis

### Oprichting
Schweres Panzerjäger-Regiment 656 werd opgericht op 8 juni 1943  in Sankt Pölten uit de staf van Panzerregiment 35.

### Inzet

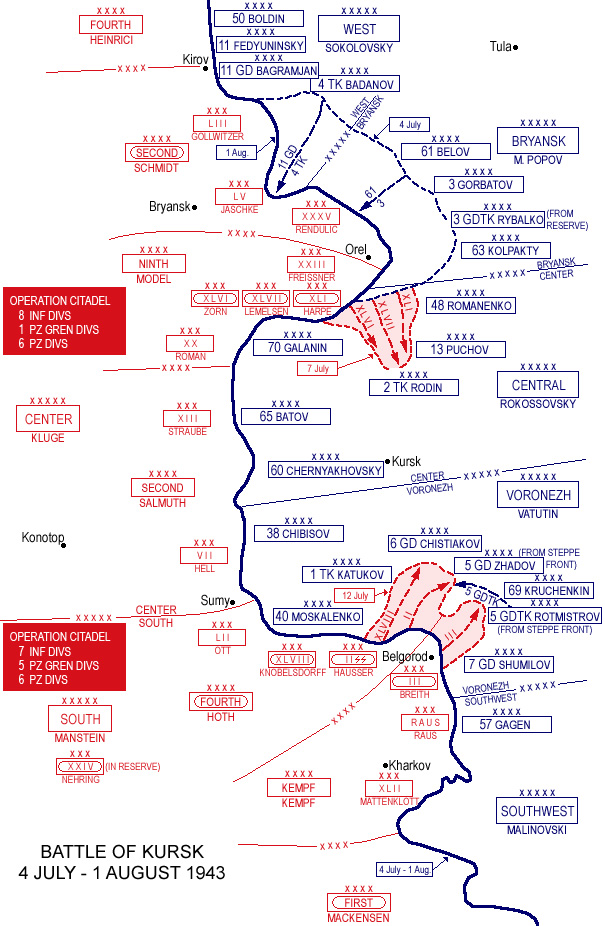
Slag om Koersk juli 1943

De twee hoofdonderdelen van het regiment werden in juni per trein naar Rusland vervoerd. De schwere Panzerjäger-Abteilung 653 (sPzJg Abt 653) kwam vanuit Pandorf in Oostenrijk en werd tussen 9 en 12 juni verladen en de schwere Panzerjäger-Abteilung 654 (sPzJg Abt 654) kwam vanuit Rouen in Frankrijk en werd tussen  13 en 15 juni verladen. Beide eenheden werden ontladen in Zmiyevka, zo’n 35 km zuidelijk van Orel. Tegen eind juni waren de eenheden in hun verzamelgebieden aangekomen. Het regiment werd voor Operatie Citadel toegewezen aan het 41e Pantserkorps. Het regiment stelde zich op vóór de aanval zuidwestelijk van Glazunovka. Op 5 juli 1943 begon de Duitse aanval. De 2e compagnie van de sPzJg Abt 654 raakte de meeste van zijn voertuigen kwijt in een eigen mijnenveld, maar de rest van de Abteilung kon samen met Sturmpanzer Abteilung 216 die dag tot de heuvels noordelijk van Ponyri komen. De sPzJg Abt 653 kwam tot noordoostelijk van dit dorp. Op de volgende dag werd weinig terreinwinst geboekt, aangezien de infanterie wegens hevig artillerievuur niet kon volgen. Wel vernietigden de Ferdinands vele Sovjet tanks. Op 9 juli was er nog een stevige aanval door het regiment, maar daarna was het offensief eigenlijk voorbij: vastgelopen. In de daaropvolgende dagen fungeerde het regiment als reserve tegen aanvallende Sovjet tanks, met name sPzJg Abt 654 bij station Maloarchangelsk. Zo lukte het deze afdeling op 15 juli 13 tanks te vernietigen en op 17 juli zelfs 22 tanks. Maar tussen 5 en 14 juli verloor het regiment zelf ook 19 Ferdinands. Intussen hadden Sovjet troepen een groot offensief gelanceerd in de Orel-frontboog (Operatie Kutuzov) en de Duitsers begonnen al troepen te onttrekken om deze operatie het hoofd te bieden. Ook het regiment werd hier op 20 juli heen gestuurd. Zware gevechten volgden nu gedurende een maand, en de terugtrekking langzaam uit de Orel-frontboog. De sPzJg Abt 654 werd op 30 juli al uit het front genomen en naar Karatsjev verplaatst en daar als reserve achtergehouden. In augustus werden de resterende 19 Ferdinands van de sPzJg Abt 654 overgedragen aan de sPzJg Abt 653. De rest van sPzJg Abt 654 werd vervolgens naar Bourges in Frankrijk vervoerd om opnieuw uitgerust te worden. De rest van het regiment ging eind augustus op transport naar Dnepropetrovsk. 
Op 1 september kregen de Abteilungen weer hun originele benamingen terug.

Al kort na de aankomst in Dnepropetrovsk kreeg het regiment opdracht een gemengde Kampfgruppe samen te stellen uit 12 Ferdinands en 13 Sturmpanzer. Deze Kampfgruppe, onder bevel van Hauptman Baumunk, ging op 11 september aan bord van een trein op weg naar Synelnykove en Pavlograd om daar een Sovjet-aanval op te vangen. Maar er was weinig gevechtscontact. Door de opmars van de Sovjets was het regiment wel gedwongen zijn hele onderhoudsbataljon naar Nikopol te verplaatsen. Op 19 september kwam het bevel om te verplaatsen naar het bruggenhoofd van Zaporozje. Hier werd steun verleend aan het 40e Pantserkorps, dat met zes divisies het bruggenhoofd probeerde te houden tegen aanvallen van de Sovjets van 1 tot 15 oktober 1943. Het regiment werd telkens in kleine groepen verdeeld, gebruikt om de infanteriedivisies te steunen. Het grootste succes was het afweren van een Sovjet tankaanval op 10 oktober: 48 vernietigde tanks werden gerapporteerd. Op 13 oktober reden de Ferdinands en Brummbärs terug over de grote dam naar de westoever. Nu volgde een disruptieve periode voor het regiment. Het werd verdeeld over drie legerkorpsen: zes Ferdinands gingen naar het 57e Pantserkorps als steun voor de 11e Pantserdivisie ter verdediging van Kryvy Rih, vier gingen er naar het 30e Legerkorps en drie naar het 17e Legerkorps. Vele harde gevechten volgden in deze tijd.

Van 5 juli tot 5 november 1943 claimde het regiment te hebben vernietigd: 582 tanks, 344 antitankkanonnen, 133 stuks artillerie, 103 antitankgeweren, 3 vliegtuigen, 3 pantserwagens en 3 gemechaniseerde kanonnen.

Vanaf 10 november verplaatste het regimentsstafkwartier naar Blumenfeld, ten noorden van Nikopol. Drie dagen later verzamelden de gevechtsvoertuigen zich in het bruggenhoofd van Nikopol. Vanaf 20 november vielen de Sovjets aan. Het regiment had succes in de verdediging. Bij acties bij Miropol vernietigde het regiment (met slechts 3 Ferdinands in actie) 54 Sovjet tanks, waarvan alleen al 21 stuks op 25 november door de Ferdinand van Leutnant Franz Kretschmer (hij kreeg hiervoor het Ridderkruis). Voor deze actie werd het regiment vermeld in het Wehrmachtbericht van 28 november 1943. In de laatste vier maanden had het regiment 654 tanks en 610 kanonnen vernietigd.

Intussen was de operationele toestand van het regiment desastreus. Op 29 november had het regiment slechts 4 Ferdinands en 2 Sturmpanzer IVs operationeel. Maar er waren 38 (8 kort en 30 langdurig) Ferdinands en 43 (langdurig) Sturmpanzer IVs in reparatie. De hardwerkende mannen van het onderhoudsbataljon kregen de broodnodige grote reparaties eenvoudigweg niet meer voor elkaar.

Onderstaande tabel geeft de toestand van de Ferdinands op enkele datums precies aan:
| Datum                      | Operationeel | In reparatie | Totaal |
| -------------------------- | ------------ | ------------ | ------ |
| 30 juni 1943               | 84           | 6            | 90     |
| 29 juli 1943               | 23           | 27           | 50     |
| 31 juli 1943               | 26           | 24           | 50     |
| 20 augustus 1943           | 12           | 38           | 50     |
| 1 september 1943           | 10           | 40           | 50     |
| 30 september 1943          | 20           | 29           | 49     |
| 15 oktober 1943            | 15           | 33           | 48     |
| 31 oktober 1943            | 10           | 38           | 48     |
| 1 november 1943            | 9            | 39           | 48     |
| 20 november 1943           | 4            | 38           | 42     |
| 30 november 1943 Ferdinand | 7            | 35           | 42     |
|                            |              |              |        |
| 30 november 1943 Brummbär  | 2            | 43           | 45     |

Besloten werd om het regiment terug te trekken en fabrieksreparaties uit te gaan voeren. Tussen 16 december 1943 en 10 januari 1944 werd het regiment met 21 treinen vervoerd naar Oostenrijk, naar de fabriek “Nibelungenwerk” in St. Valentin.

### Einde
Schweres Panzerjäger-Regiment 656 werd ontbonden op 16 december 1943 bij Nikopol. De schwere Panzerjäger Abteilung 653 en de Sturmpanzer Abteilung 216 gingen zelfstandig verder.

## Slagorde 4 juli 1943

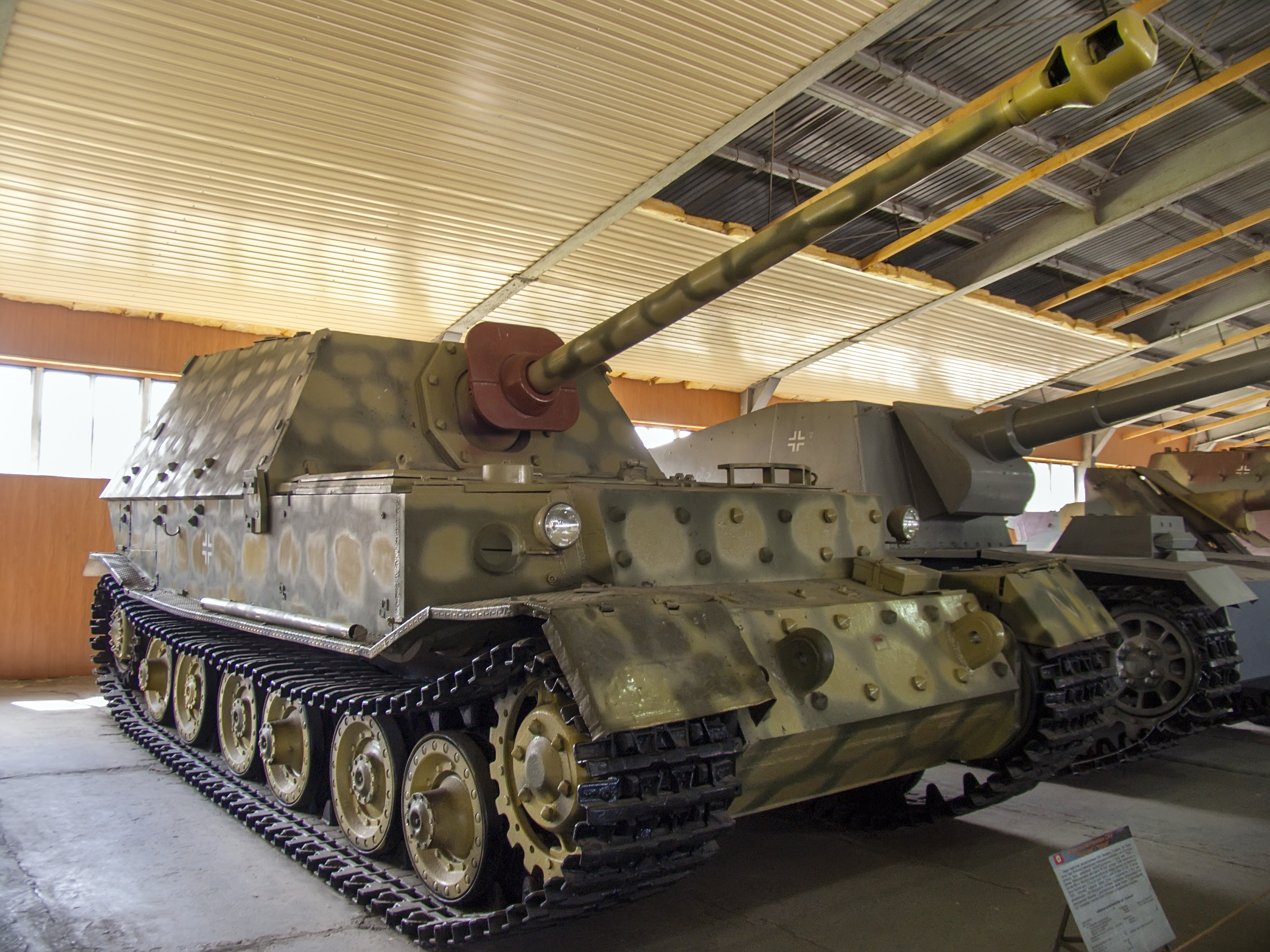
Ferdinand

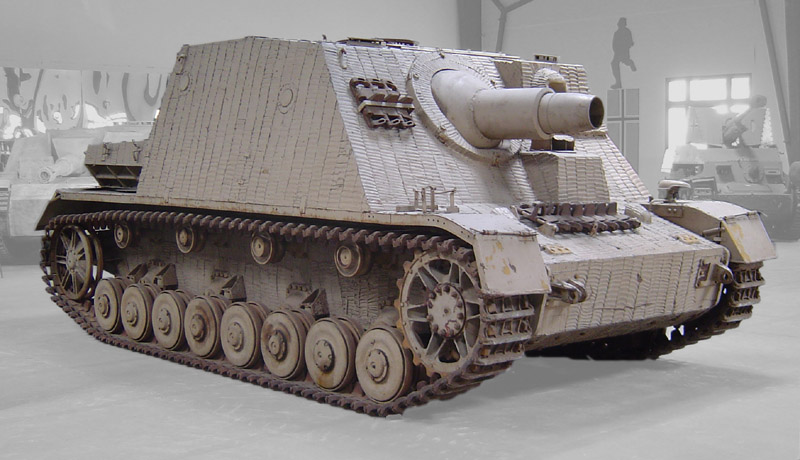
Sturmpanzer IV

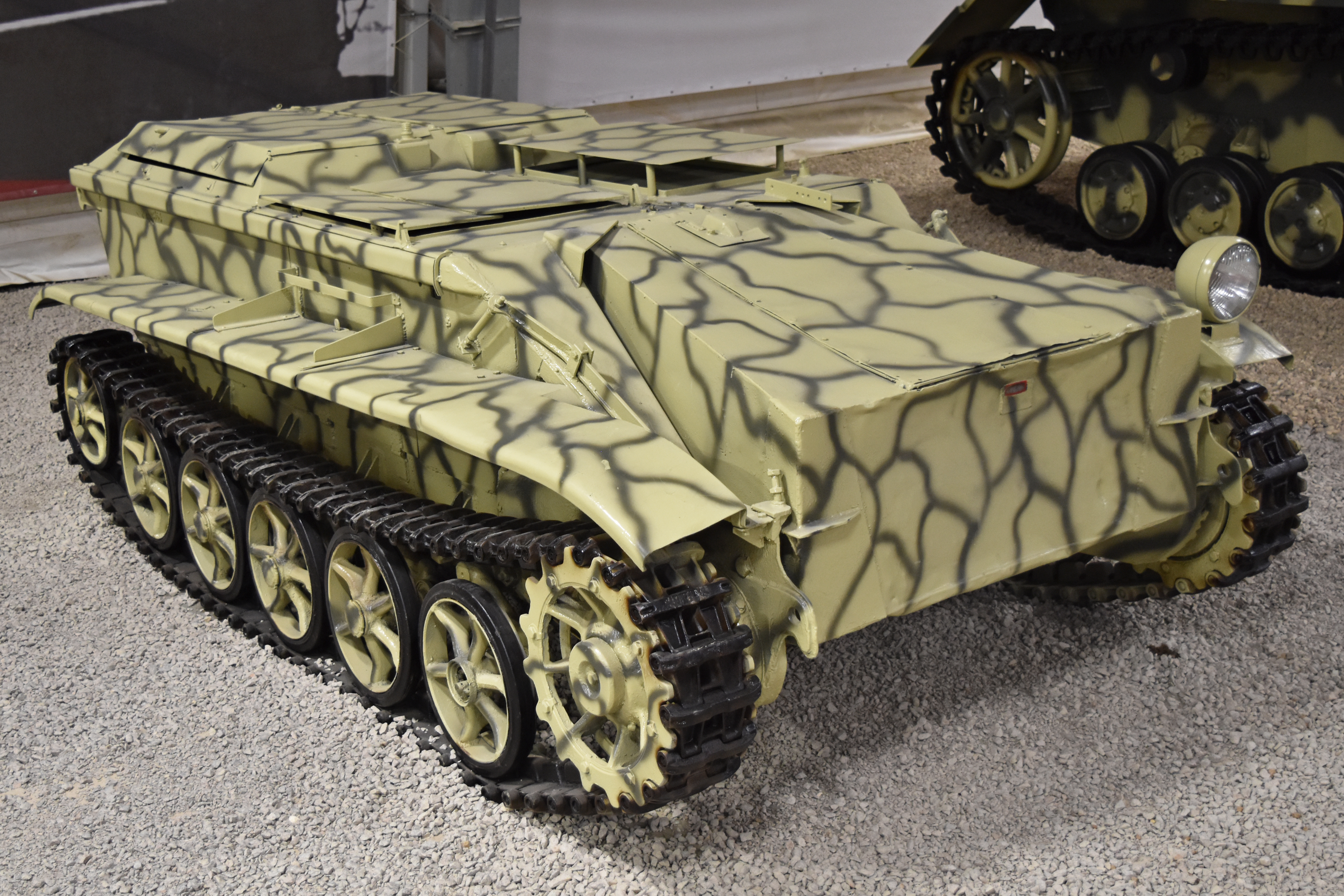
Borgward IV

- I. Battalion (schwere Panzerjäger Abteilung 653) - Commandant: Major Heinrich Steinwachs
- II. Battalion (schwere Panzerjäger Abteilung 654) - Commandant: Hauptmann Karl-Heinz Noak
- III. Battalion (Sturmpanzer Abteilung 216) - Commandant: Major Bruno Kahl
- Panzer Kompanie [Funklenk] 313 - Commandant: Oberleutnant Fritschken
- Panzer Kompanie [Funklenk] 314 - Commandant: Hauptmann Braam

Beschikbare voertuigen:
| Voertuigtype            | Toegewezen | Beschikbaar | In reparatie |
| ----------------------- | ---------- | ----------- | ------------ |
| SdKfz 250/5             | 5          | 5           |              |
| SdKfz 251/8             | 3          | 3           |              |
| SdKfz 301 (Borgward IV) | 72         | 72          |              |
| StuG III                | 10         | 10          |              |
| BefsPz. III L/42        | 5          | 5           |              |
| Befs. SturmPz IV 15cm   | 3          | 3           |              |
| SturmPz. IV             | 42         | 39          | 3            |
| Ferdinand               | 89         | 83          | 6            |
| Pz. III L42             | 12         | 10          | 2            |
| Pz. III L60             | 7          | 7           |              |
| Pz. III 7.5cm           | 3          | 3           |              |
| Pz. II                  | 3          | 3           |              |

Opmerking: Twaalf van de  Panzer III’s werden vlak voor de aanval aan de 12e Pantserdivisie gegeven.

## Commandanten
| Rang           | Naam                                         | Begin       | Eind             |
| -------------- | -------------------------------------------- | ----------- | ---------------- |
| Oberstleutnant | Freiherr Wilhelm-Ernst Gedult von Jungenfeld | 8 juni 1943 | 16 december 1943 |